# 2010-es magyar labdarúgó-szuperkupa
A 2010-es magyar labdarúgó-szuperkupa a szuperkupa 13. kiírása volt, amely az előző szezon első osztályú bajnokságának és a magyar kupa győztesének évenkénti mérkőzése. A találkozót 2010. július 7-én a Debreceni VSC és a Videoton játszotta.
A 2010-es szuperkupa a kiírás értelmében nem került volna megrendezésre, hiszen a Debreceni VSC mindkét sorozatot megnyerte, azonban a Magyar Labdarúgó-szövetség Sport TV-vel kötött szerződése miatt meg kellett rendezni a találkozót. Így a bajnok és kupagyőztes DVSC ellenfele, a bajnoki ezüstérmes Videoton volt.
A trófeát a debreceni csapat hódította el, ezzel ők lettek a magyar szuperkupa tizenharmadik kiírásának a győztesei. A DVSC története során ötödszörre nyerte meg a szuperkupát.

## Résztvevők
A mérkőzés két résztvevője a Debreceni VSC és a Videoton volt. A debreceniek 2010-ben az ötödik bajnoki címüket szerezték meg, emellett negyedszerre nyerték meg a magyar kupát, a Zalaegerszegi TE elleni döntőben.

## A mérkőzés
| 2010. július 7. 18:00 |

| Debreceni VSC         | 1–0               | Videoton               |
| --------------------- | ----------------- | ---------------------- |
| Szakály 66' Fodor 59' | (0–0) Jegyzőkönyv | Horváth 49' Lipták 88' |

| Oláh Gábor utca, Debrecen Nézőszám: 1 500 Játékvezető: Szabó Zsolt (magyar) |

| Debreceni VSC | Videoton |

| DEBRECENI VSC: |    |                        |         |
|                |    |                        |         |
| K              | 31 | Mindaugas Malinauskas  |         |
| V              | 28 | Nagy Zoltán            |         |
| V              | 16 | Komlósi Ádám           |         |
| V              | 24 | Mirszad Mijadinoszki   |         |
| V              | 21 | Fodor Marcell          | 59'     |
| KP             | 27 | Bódi Ádám              | 90+1'   |
| KP             | 77 | Czvitkovics Péter      |         |
| KP             | 30 | Kiss Zoltán            |         |
| KP             | 55 | Szakály Péter          | 66' 86' |
| KP             | 20 | Mbengono Andoa Yannick | 56'     |
| CS             | 39 | Adamo Coulibaly        |         |
| Cserék:        |    |                        |         |
| K              | 87 | Verpecz István         |         |
| V              | 69 | Korhut Mihály          |         |
| KP             | 6  | Luis Ramos             |         |
| KP             | 15 | Rezes László           | 86'     |
| KP             | 33 | Varga József           | 90+1'   |
| CS             | 11 | Kabát Péter            | 56'     |
| CS             | 23 | Szilágyi Péter         |         |
| Edző:          |    |                        |         |
| Herczeg András |    |                        |         |

| VIDEOTON:    |    |                 |             |
|              |    |                 |             |
| K            | 22 | Mladen Božović  |             |
| V            | 20 | Lázár Pál       | a szünetben |
| V            | 5  | Lipták Zoltán   | 88'         |
| V            | 3  | Horváth Gábor   | 49'         |
| V            | 2  | Marko Andić     |             |
| KP           | 7  | Szakály Dénes   | 75'         |
| KP           | 26 | Damir Milanović | 6'          |
| KP           | 11 | Sándor György   | 60'         |
| KP           | 8  | Polonkai Attila | 60'         |
| CS           | 21 | André Alves     |             |
| CS           | 17 | Nemanja Nikolić |             |
| Cserék:      |    |                 |             |
| K            | 1  | Sebők Zsolt     |             |
| V            | 30 | Hidvégi Sándor  | a szünetben |
| KP           | 4  | Bojan Đorđić    | 60'         |
| KP           | 14 | Farkas Balázs   | 6'          |
| KP           | 25 | Elek Ákos       | 60'         |
| CS           | 9  | Sitku Illés     |             |
| CS           | 19 | Lencse László   | 75'         |
| Edző:        |    |                 |             |
| Mezey György |    |                 |             |

## Lásd még
- 2009–2010-es magyar labdarúgó-bajnokság (első osztály)
- 2009–2010-es magyar labdarúgókupa